# Agrippa (astrònom)
Agrippa (en grec: Ἀγρίππας; fl. 92) va ser un astrònom grec. L'únic que se sap d'ell es refereix a una observació astronòmica que va fer l'any 92, citada per Ptolemeu (Almagest, VII, 3). Ptolemeu escriu que en el dotzè any del regnat de Domicià, al setè dia del mes Metrous a Bitinia, Agrippa va observar l'ocultació d'una part de les Plèiades per la part més meridional de la Lluna.
El propòsit de l'observació d'Agrippa era, probablement, comprovar la precessió dels equinoccis, que va ser descoberta per Hiparc de Nicea.
El cràter lunar Agrippa porta el seu nom.